# Riya Bhatia
Riya Bhatia (Hindi: रिया भाटिया; * 24. September 1997) ist eine indische Tennisspielerin.

## Karriere
Bhatia, die mit zehn Jahren das Tennisspielen begann, bevorzugt dabei laut ITF-Profil Sandplätze. Sie spielt überwiegend auf Turnieren der ITF Women’s World Tennis Tour, bei denen sie bislang drei Einzel- und vier Doppeltitel gewonnen hat. 
Im Jahr 2017 spielte Bharia erstmals für die indische Billie-Jean-King-Cup-Mannschaft; ihre Billie-Jean-King-Cup-Bilanz weist bislang 2 Siege bei 8 Niederlagen aus.

## Turniersiege

### Einzel
| Nr. | Datum              | Turnier             | Kategorie   | Belag     | Finalgegnerin      | Ergebnis      |
| --- | ------------------ | ------------------- | ----------- | --------- | ------------------ | ------------- |
| 1.  | 25. September 2016 | Scharm asch-Schaich | ITF $10.000 | Hartplatz | Ana Bianca Mihăilă | 3:6, 6:4, 6:0 |
| 2.  | 9. Oktober 2017    | Colombo             | ITF $15.000 | Sand      | Joséphine Boualem  | 7:62, 6:1     |
| 3.  | 21. Oktober 2019   | Lagos               | ITF $25.000 | Hartplatz | Nastja Kolar       | 7:5, 1:6, 6:3 |

### Doppel
| Nr. | Datum            | Turnier  | Kategorie   | Belag     | Partnerin         | Finalgegnerinnen                   | Ergebnis |
| --- | ---------------- | -------- | ----------- | --------- | ----------------- | ---------------------------------- | -------- |
| 1.  | 9. Dezember 2016 | Djibouti | ITF $10.000 | Hartplatz | Kassandra Davesne | Margarita Lasarewa Kelia Le Bihan  | 6:4, 6:4 |
| 2.  | 18. Mai 2018     | Tiberias | ITF $15.000 | Hartplatz | Madeleine Kobelt  | Shavit Kimchi Maya Tahan           | 6:3, 6:2 |
| 3.  | 3. August 2019   | Taipeh   | ITF W25     | Hartplatz | Ramu Ueda         | Cho I-hsuan Cho Yi-tsen            | 7:5, 6:2 |
| 4.  | 12. Oktober 2024 | Mysuru   | ITF W15     | Hartplatz | Jessie Aney       | Akanksha Dileep Nitture Soha Sadiq | 6:1, 6:1 |